# Gonzalo Tiesi
Gonzalo Pedro Tiesi (Buenos Aires, 24 aprile 1985) è un ex rugbista a 15 argentino di ruolo tre quarti centro.

## Biografia
Gonzalo Tiesi crebbe al San Isidro Club, con il quale fece il suo debutto nel campionato dell'Unión de Rugby de Buenos Aires, poi vinto due volte consecutive, nel 2003 e nel 2004.
Il 2004 fu anche l'anno in cui Tiesi esordì in Nazionale argentina (in occasione di un incontro del Sudamericano 2003) e divenne professionista, trasferendosi in Inghilterra nei London Irish, formazione con la quale raggiunse, come massimo risultato, la finale di Challenge Cup 2005-06.
Prese poi parte con l'Argentina alla Coppa del Mondo di rugby 2007 in Francia, classificandosi terzo assoluto; nel 2008 negli Harlequins, altro club londinese, passò nel 2010 allo Stade français, club parigino.
Infortunatosi al ginocchio durante la partita d'esordio dei Pumas nella Coppa del Mondo di rugby 2011, Tiesi dovette abbandonare la manifestazione.
Mai completamente recuperato dopo l'infortunio, non rimise più piede in campo per lo Stade français e, al termine della stagione, finito il contratto con il club francese, tornò in Argentina al San Isidro.
Nel gennaio 2013 tornò in Inghilterra, ingaggiato dai London Welsh.
L'anno dopo si unì al Newcastle.

## Palmarès
- Campionati sudamericani: 2
Argentina: 2003, 2006
- Campionati URBA: 2
San Isidro Club: 2003, 2004